# Vilda Väsen
Vilda Väsen är ett musikalbum av Väsen, utgivet 1992 av Drone Music. På skivan förekommer låten "Slängpolska efter Byss-Calle" för första gången, en låt som brukar följa med på gruppens konserter och har blivit en av deras största hits.

## Låtlista
Alla låtar är traditionella om inget annat anges.
1. "Brudmarsch efter Byss-Calle/Roddare i bärsärk" (Trad./Olov Johansson, Mikael Marin) – 3:55
2. "Femtolen" – 2:44
3. "Köttsparven" – 1:56
4. "Vrålkåda" (Roger Tallroth) – 3:30
5. "Salbohedsvalsen" – 2:42
6. "Den skicklige Molins 30-sekunderspolska/Janne Grön" (Mikael Marin/Trad.) – 3:04
7. "Polska efter Mats Wesslén" – 2:40
8. "Gladare än Du tror!" – 2:26
9. "Triumfpolska" – 2:04
10. "Mördarhararna" – 2:48
11. "Bisonpolska" (Olov Johansson) – 3:32
12. "Byggnan" – 3:43
13. "Polska efter J. P. Rönnbom" – 2:27
14. "Vals efter Karl Styfberg" – 2:40
15. "Salongsberusad" – 3:21
16. "Slängpolska efter Byss-Calle" – 2:32
17. "Polkettpaket: 'Polkett efter August Bohlin/Tobopolketten'" (Trad./Eric Sahlström) – 2:49

Total tid: 45:33
Alla låtar är arrangerade av Johansson/Marin/Tallroth förutom "Tobopolketten".

## Medverkande
- Olov Johansson — nyckelharpa
- Mikael Marin — altfiol
- Roger Tallroth — gitarr